# 西二見駅
西二見駅（にしふたみえき）は、兵庫県明石市二見町西二見にある、山陽電気鉄道本線の駅。駅番号はSY 26。山陽電鉄では最も新しい駅である。

## 歴史
- 2004年（平成16年）8月21日：山陽電鉄本線の東二見駅 – 播磨町駅間に新設開業[2]。

## 駅構造
相対式ホーム2面2線を持つ地上駅。改札は地下にあり、駅出入口は線路南北の自由通路を兼ねている。開業当初から無人駅だが、改札窓口は設けられている。改札階からホームへはエレベーターが設置されている。

### のりば
| （南側） | 本線 | 下り | 高砂・姫路・網干方面 |
| （北側） | 本線 | 上り | 明石・三宮・大阪方面 |

※のりば番号は設定されておらず「下り線」「上り線」と呼称される。

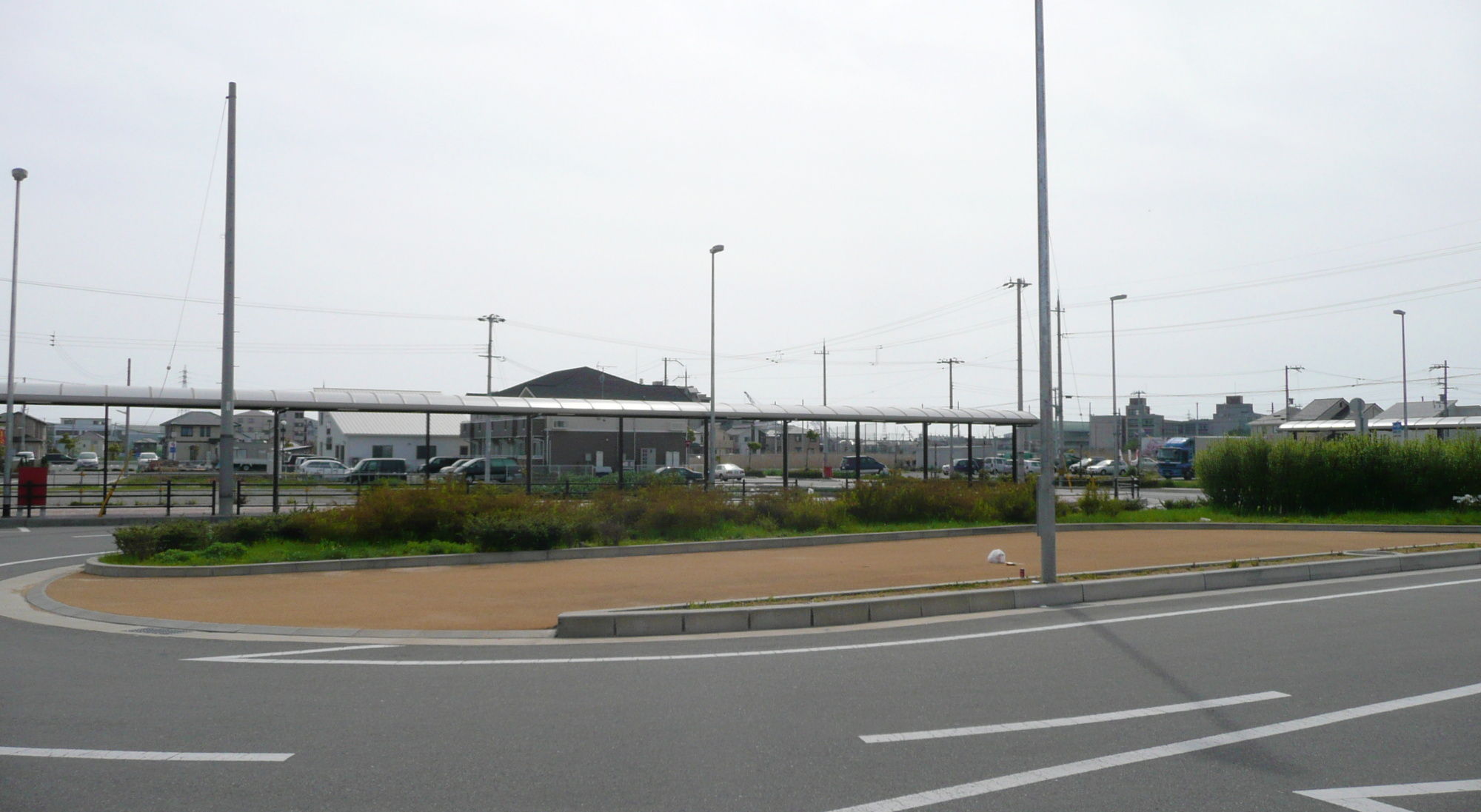
南口駅前広場
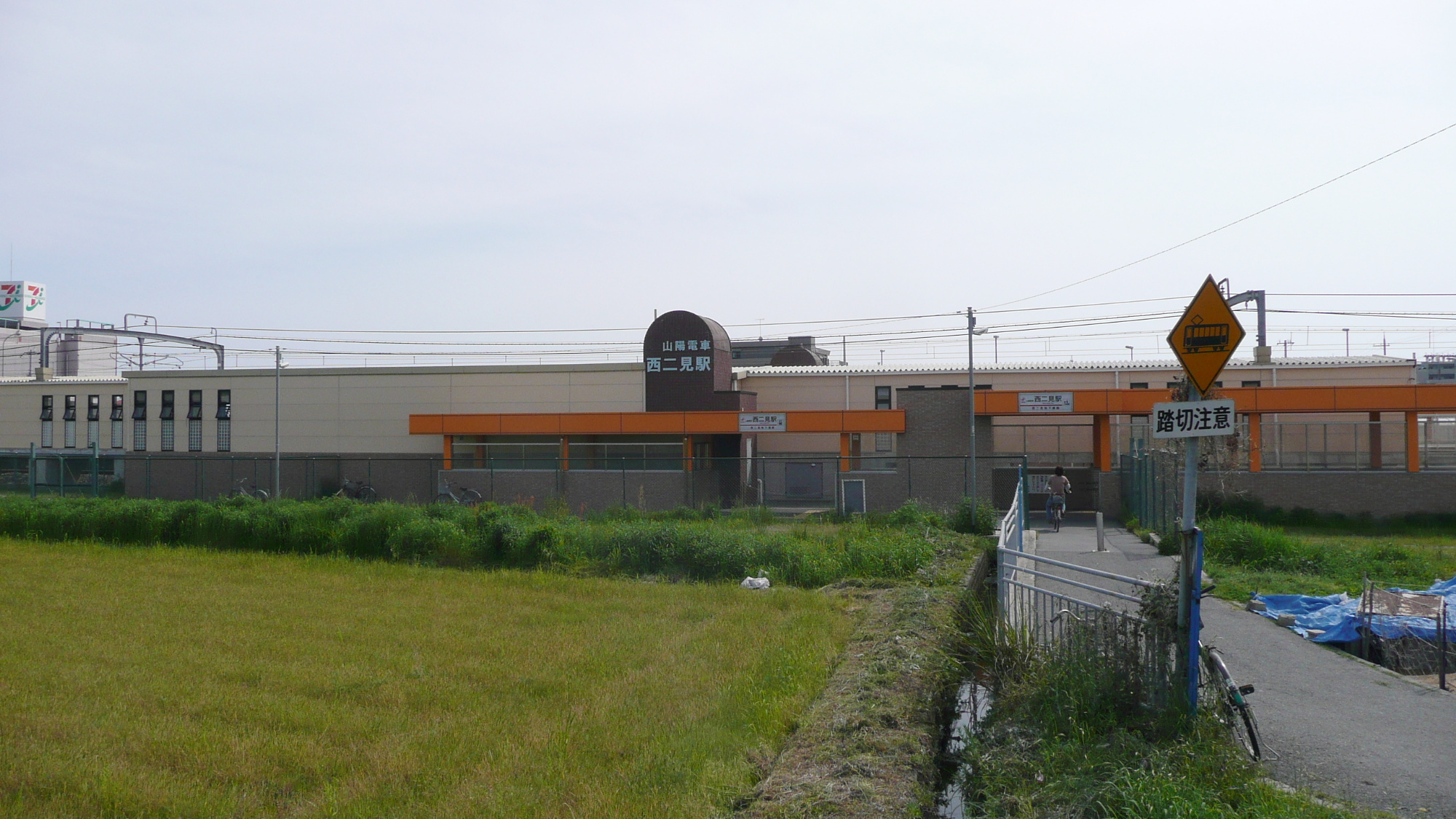
北口
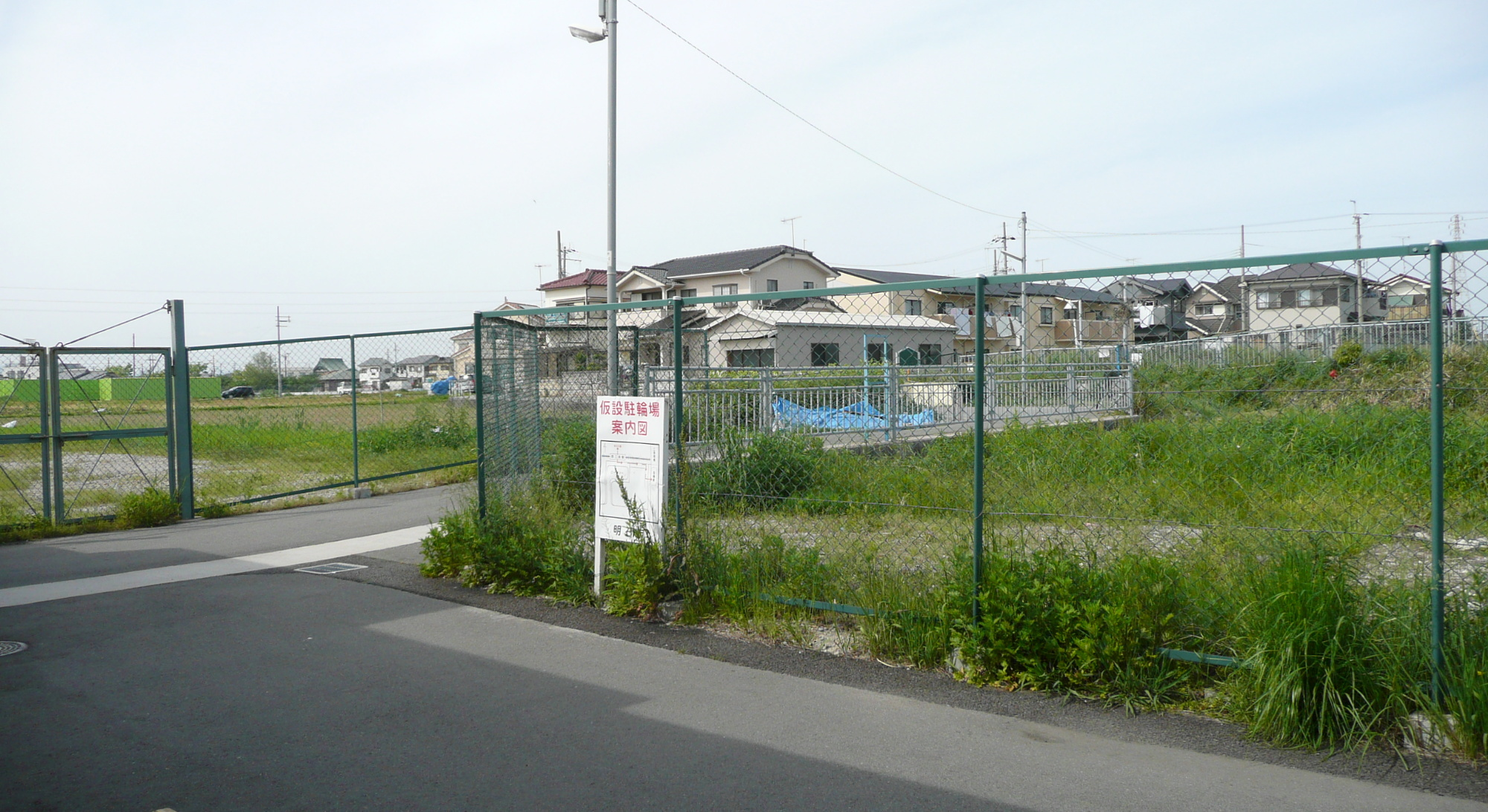
北口駅前
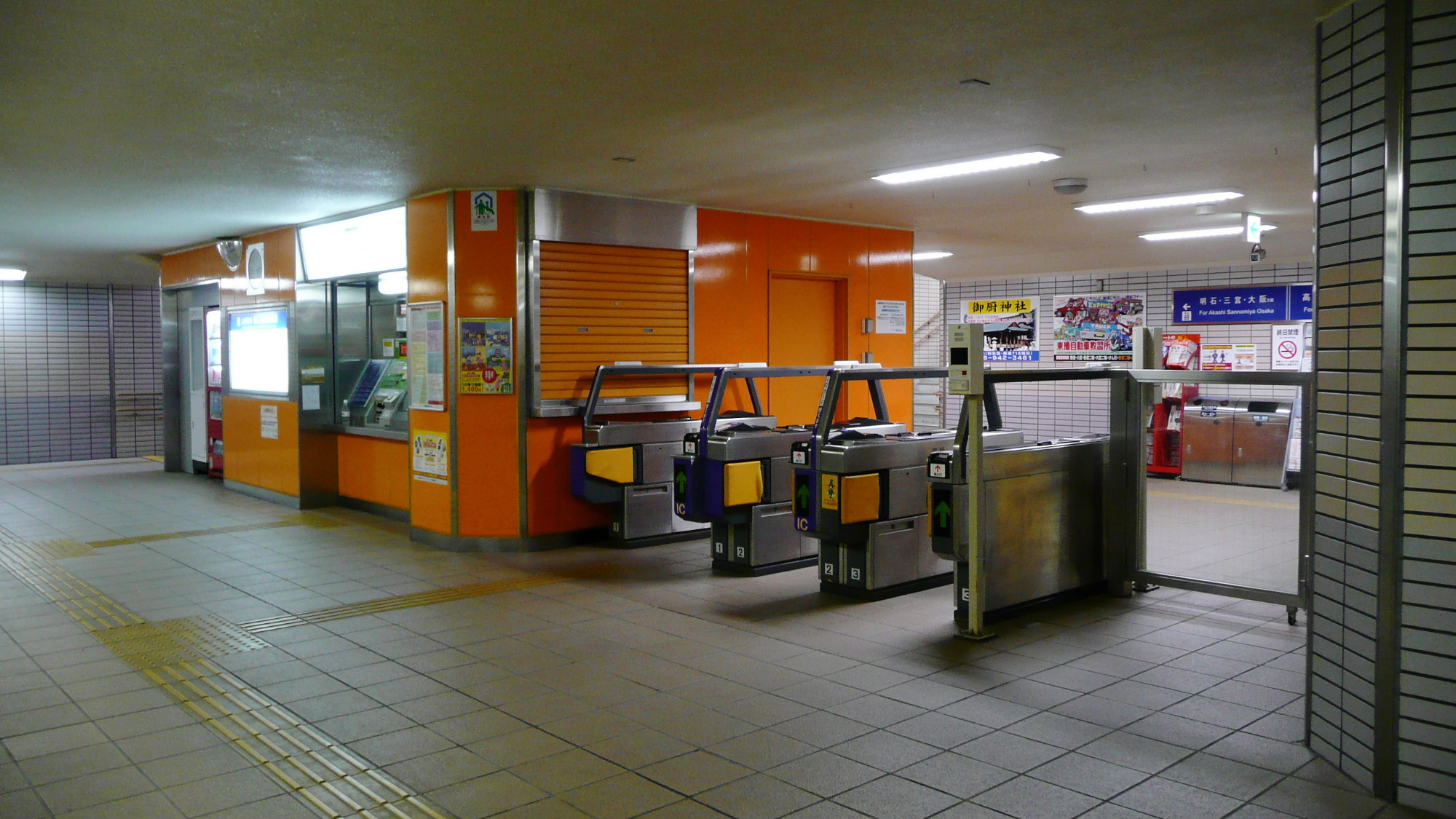
改札口

## 利用状況
1日乗降者数 5,023人（2009年11月10日調査）
駅建設時には3500人/日の乗降者数を見込んでいた。
以下に各年の乗車人員を示す。

### 平成
| 平成      | 平成         | 平成         | 平成         | 平成            | 平成            | 平成            | 平成            | 平成     | 平成     | 平成     | 平成     | 平成     | 平成     |
| 年度      | 乗車人員総数 | 乗車人員総数 | 乗車人員総数 | 内 定期利用者数 | 内 定期利用者数 | 内 定期利用者数 | 内 定期利用者数 | 出典     | 出典     | 出典     | 出典     | 出典     | 出典     |
| 年度      | 人/日        | 増減         | 順位         | 人/日           | 増減            | 利用率          | 順位            | 神       | 明       | 播       | 加       | 高       | 姫       |
| --------- | ------------ | ------------ | ------------ | --------------- | --------------- | --------------- | --------------- | -------- | -------- | -------- | -------- | -------- | -------- |
| 2004(H16) | 964          |              | 39/49        | 496             |                 | 51.42%          |                 | [ 神 1 ] | [ 明 1 ] | [ 播 1 ] | [ 加 1 ] | [ 高 1 ] | [ 姫 1 ] |
| 2005(H17) | 1,668        | 73.01%       | 24/49        | 1,033           | 108.29%         | 61.90%          |                 | [ 神 1 ] | [ 明 1 ] | [ 播 1 ] | [ 加 2 ] | [ 高 1 ] | [ 姫 1 ] |
| 2006(H18) | 1,882        | 12.81%       | 22/49        | 1,189           | 15.12%          | 63.17%          |                 | [ 神 1 ] | [ 明 2 ] | [ 播 1 ] | [ 加 2 ] | [ 高 1 ] | [ 姫 1 ] |
| 2007(H19) | 2,041        | 8.44%        | 18/49        | 1,307           | 9.91%           | 64.03%          |                 | [ 神 2 ] | [ 明 2 ] | [ 播 2 ] | [ 加 2 ] | [ 高 1 ] | [ 姫 1 ] |
| 2008(H20) | 2,142        | 4.97%        | 18/49        | 1,405           | 7.55%           | 65.60%          |                 | [ 神 2 ] | [ 明 2 ] | [ 播 2 ] | [ 加 2 ] | [ 高 1 ] | [ 姫 2 ] |
| 2009(H21) | 2,244        | 4.73%        | 16/49        | 1,581           | 12.48%          | 70.45%          |                 | [ 神 2 ] | [ 明 2 ] | [ 播 2 ] | [ 加 2 ] | [ 高 1 ] | [ 姫 2 ] |
| 2010(H22) | 2,290        | 2.08%        | 17/49        | 1,523           | -3.64%          | 66.51%          |                 | [ 神 2 ] | [ 明 2 ] | [ 播 2 ] | [ 加 3 ] | [ 高 1 ] | [ 姫 2 ] |
| 2011(H23) | 2,301        | 0.48%        | 17/49        | 1,512           | -0.72%          | 65.71%          |                 | [ 神 2 ] | [ 明 3 ] | [ 播 2 ] | [ 加 3 ] | [ 高 2 ] | [ 姫 2 ] |
| 2012(H24) | 2,310        | 0.36%        | 16/49        | 1,501           | -0.72%          | 65.01%          |                 | [ 神 3 ] | [ 明 3 ] | [ 播 2 ] | [ 加 3 ] | [ 高 2 ] | [ 姫 2 ] |
| 2013(H25) | 2,425        | 4.98%        | 16/49        | 1,570           | 4.56%           | 64.75%          |                 | [ 神 3 ] | [ 明 3 ] | [ 播 3 ] | [ 加 3 ] | [ 高 2 ] | [ 姫 3 ] |
| 2014(H26) | 2,466        | 1.69%        | 15/49        | 1,562           | -0.52%          | 63.33%          |                 | [ 神 3 ] | [ 明 3 ] | [ 播 3 ] | [ 加 4 ] | [ 高 2 ] | [ 姫 3 ] |
| 2015(H27) | 2,679        | 8.67%        | 13/49        | 1,677           | 7.37%           | 62.58%          |                 | [ 神 3 ] | [ 明 3 ] | [ 播 3 ] | [ 加 4 ] | [ 高 2 ] | [ 姫 3 ] |
| 2016(H28) | 2,732        | 1.94%        | 12/49        | 1,688           | 0.65%           | 61.79%          |                 | [ 神 3 ] | [ 明 4 ] | [ 播 3 ] | [ 加 4 ] | [ 高 2 ] | [ 姫 3 ] |
| 2017(H29) | 2,825        | 3.41%        | 13/49        | 1,737           | 2.92%           | 61.49%          | 13/49           | [ 神 4 ] | [ 明 4 ] | [ 播 3 ] | [ 加 4 ] | [ 高 2 ] | [ 姫 3 ] |
| 2018(H30) | 2,934        | 3.88%        | 12/49        | 1,814           | 4.42%           | 61.81%          | 13/49           | [ 神 4 ] | [ 明 4 ] | [ 播 4 ] | [ 加 4 ] | [ 高 3 ] | [ 姫 4 ] |

### 令和以降
| 令和以降  | 令和以降     | 令和以降     | 令和以降        | 令和以降        | 令和以降        | 令和以降 |
| 年度      | 乗車人員総数 | 乗車人員総数 | 内 定期利用者数 | 内 定期利用者数 | 内 定期利用者数 | 出典     |
| 年度      | 人/日        | 増減         | 人/日           | 増減            | 利用率          | 出典     |
| --------- | ------------ | ------------ | --------------- | --------------- | --------------- | -------- |
| 2019(R01) | 2,962        | 1.21%        | 1,839           | 1.66%           | 62.08%          | [ 明 5 ] |
| 2020(R02) | 2,485        | -16.10%      | 1,679           | -8.92%          | 67.59%          | [ 明 5 ] |
| 2021(R03) | 2,600        | 4.63%        | 1,726           | 2.77%           | 66.39%          | [ 明 5 ] |

## 駅周辺

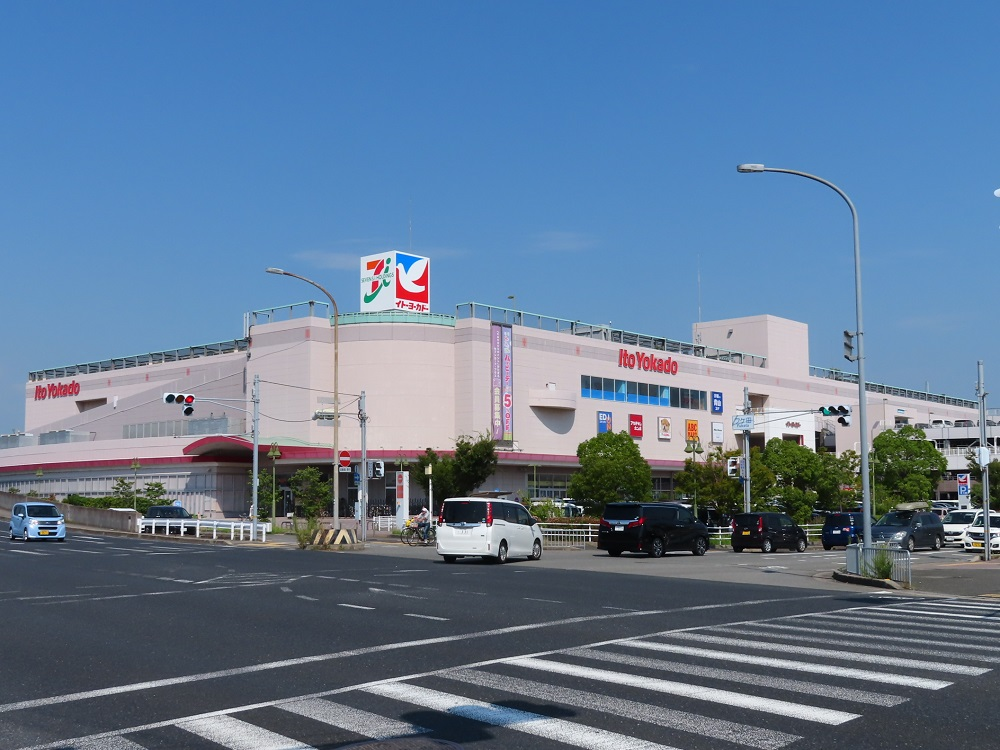
イトーヨーカドー明石店

駅南側では、マンション建設工事等、宅地開発が行われている。
- イトーヨーカドー明石店（二見町[3]、2004年（平成16年）9月17日開店[3]）
- 二見ファッションモール（しまむら・アベイル二見店）
- 山陽電気鉄道東二見車両基地（東二見）
- 明石市立西部文化会館
- 西二見公民館
- 明石市立上西厚生館
- 二見中央公園
- 明石リハビリテーション病院
- 特別養護老人ホーム明石二見ラガール
- 兵庫県立明石西高等学校
- 兵庫県立播磨南高等学校
- 明石市立二見中学校
- 播磨町立播磨南中学校
- 明石市立二見西小学校
- 播磨町立播磨南小学校
- 明石市立二見西幼稚園
- ハンプティダンプティ保育園

## バス路線
山陽バス
70系統　明石西高校前経由 JR土山駅南口行／南二見行
Tacoバス
(12) 西岡東ルート 二見市民センター・ふれあいプラザあかし西・ぼたん寺口・山陽魚住駅経由 JR魚住駅行
(16) 二見・右回りルート 二見中学校・中ノ又経由 JR土山駅南口行
(17) 二見・左回りルート 城之上西・二見市民センター・山陽東二見駅・イトーヨーカドー・西二見駅(当駅)・岡の下経由 JR土山駅南口行

## 隣の駅
山陽電気鉄道
本線
■特急・■直通特急
通過
■S特急・■普通
東二見駅 (SY 25) - 西二見駅 (SY 26) - 播磨町駅 (SY 27)